# Juta (Ungheria)
Juta è un comune dell'Ungheria di 1.161 abitanti situata nella contea di Somogy, nell'Ungheria centro-occidentale.